# アメリカ海兵隊保安警護隊
アメリカ海兵隊保安警護隊（アメリカかいへいたいほあんけいごたい、Marine Embassy Guard、Marine Security Guard（MSG）とも呼ばれる）はアメリカ海兵隊の大隊規模組織である海兵隊大使館セキュリティグループ （Marine Corps Embassy Security Group）。
部隊は諸外国にあるアメリカ大使館、アメリカ領事館およびベルギーのブリュッセルにあるNATOへのアメリカ合衆国代表団のような外交機関を警護また安全を確保するのが任務。 以前はMOS 8151に指定されたが、のちMOS 8156に変更された。 

## 任務

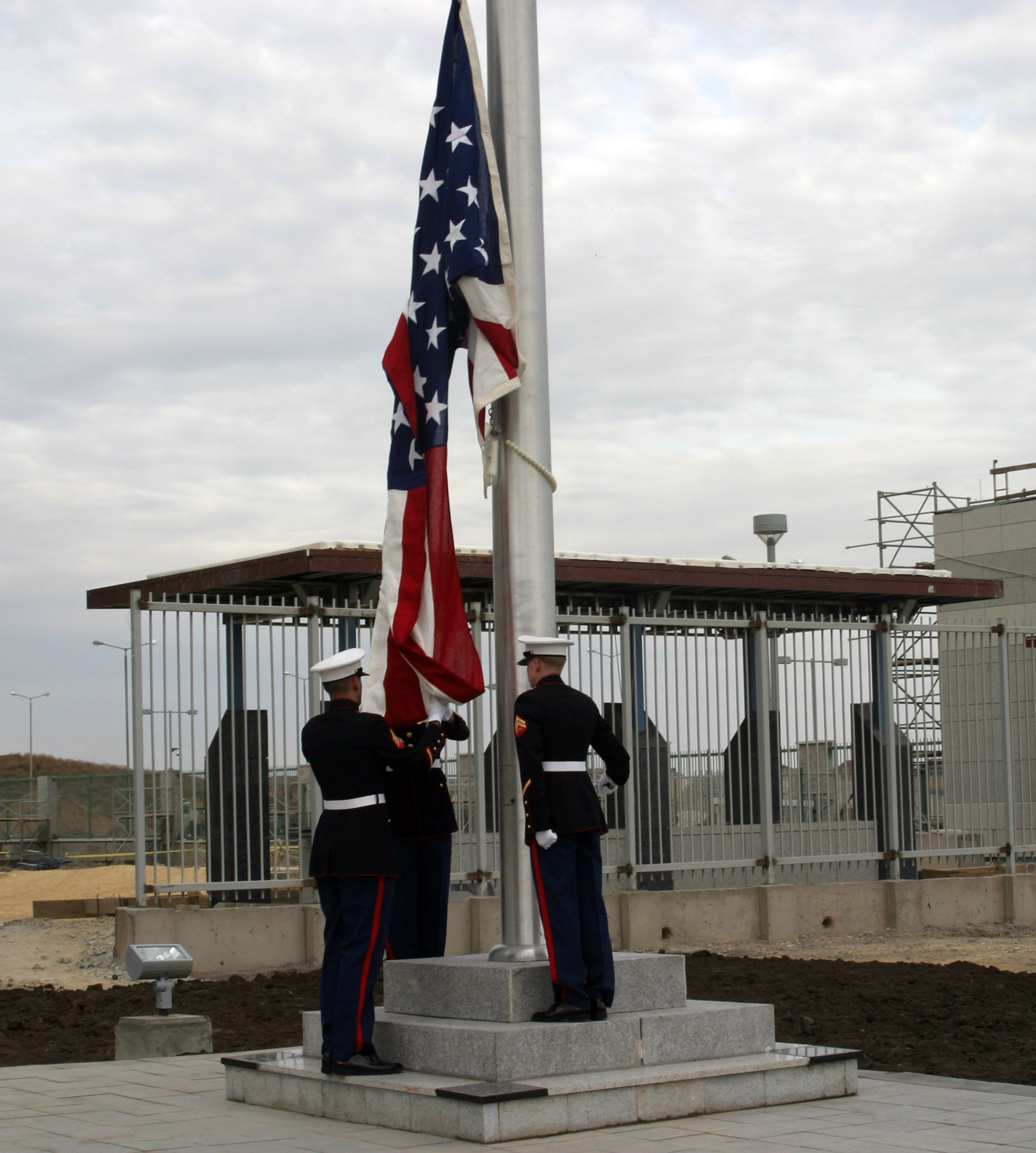
カザフスタンの アスタナにある新しい米国大使館で海兵隊員がアメリカの旗を上げる風景 (2006年)

MSGの主な任務は、米国の外交公館における警備、特に米国の国家安全保障に不可欠な機密情報と装備の保護である。これは、世界各地の米外交公館で米国の上級法執行代表兼警備担当官を務める地域警備担当官（Regional Security Office,RSO）と呼ばれる外交安全保障局の民間連邦捜査官の指導と運営管理の下で達成される。
さらに、MSGは来訪した米国の要人警護を担当するほか、外交公館外部の警備を担当するホスト国または現地採用の警備員の監督においてRSOを支援することも多い。MSGはRSOの作戦統制下にあり、海兵隊大使館警備グループが管理統制している。

海兵隊警備隊はまた、指定された在外公館内の要員や機密物資の保護も行う。MSGは通常、在外公館の建物内部の警備に重点を置くが、緊急事態においてのみ、在外公館外で上級外交官を特別に保護する権限が与えられる。MSGは公務を遂行するにあたり、一定レベルの外交特権を有する。

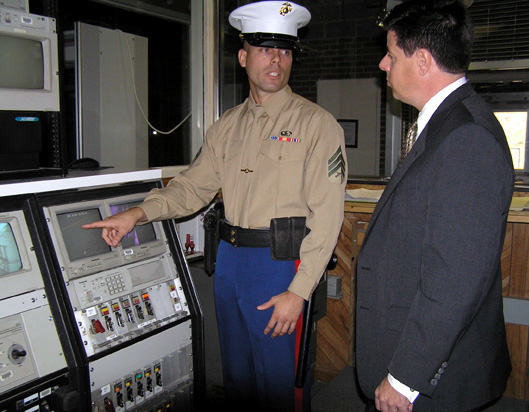
海兵隊員がセキュリティシステムを点検している (2004年)

## 組織
| 地域 | 本部                                 | 責任範囲                     | 分遣隊数 |
| ---- | ------------------------------------ | ---------------------------- | -------- |
| 1    | フランクフルト 、 ドイツ             | 東ヨーロッパとユーラシア     | 20       |
| 2    | アブダビ 、 アラブ首長国連邦         | 南アジアおよび中東           | 20       |
| 3    | バンコク 、 タイ                     | 東アジアおよび太平洋         | 23       |
| 4    | フロリダ州フォートローダーデール     | 南アメリカ                   | 13       |
| 5    | ドイツ、フランクフルト               | 西ヨーロッパとスカンジナビア | 20       |
| 6    | ヨハネスブルグ 、 南アフリカ         | 東アフリカと南アフリカ       | 24       |
| 7    | フランクフルト 、 ドイツ             | 北アフリカと西アフリカ       | 20       |
| 8    | フランクフルト 、 ドイツ             | 中央ヨーロッパ               | 19       |
| 9    | フォートローダーデール 、 フロリダ州 | 北米とカリブ海               | 15       |

## 隊員

海兵隊警備隊リボン

警備兵は外交特権が及ぶ敷地内において、武装しての警備を行う。
大使館勤警備は、長い伝統を持つ海兵隊の重要な任務のひとつであり、海兵隊は世界各地の181の大使館と領事館を管轄する警備隊を訓練、維持する責任を負っており、必要に応じて部隊を増強する能力を備えている。

### 志願
現役の海兵隊員は、3年間の任務に志願可能である。しかし、扶養家族を持つ下士官や、不快感を与える可能性のある入れ墨、法的または安全保障上の制限、非米国市民権、二重国籍、重大な金銭的軽率行為、その他最高機密のクリアランスを妨げるような制限のある海兵隊員は志願資格がない。
MSGプログラムに採用された海兵隊員は、外務勤務地に配属される前に、バージニア州のクアンティコ海兵隊基地にある海兵隊大使館セキュリティーグループ（MCESG）で実施される訓練を修了する必要がある。海兵隊警備兵の任務は、資格のある海兵隊員が就くことができる数少ない特殊任務の一つである。海兵隊警備兵の任務は危険であり、この任務中に海兵隊員が死亡した例もある（最近では、1979年のスティーブ・クロウリー海兵隊員、1983年のロバート・V・マクモー海兵隊員、1998年のジェシー・アリガンガ海兵隊軍曹）。
海兵隊大使館警備グループに所属する海兵隊警備兵として3年経過するごとに、海兵隊警備兵章を授与される。海兵隊制服規則令（セクション4-4aライン24）によると、海兵隊警備隊員は、その後の従軍星章を着用することが許可されている。